# Interfaz periférica paralela
La interfaz periférica paralela (PPI por sus siglas en inglés Parallel Peripheral Interface) es un bus de datos periférico encontrado en la familia de microprocesadores Blackfin desarollada por Analog Devices.
El PPI es una interfaz de datos semidúplex, bidireccional que se diseñó para conectar directamente con los LCD, Sensores CMOS, CCD, DACs de vídeo, ADC de vídeo o cualquier dispositivo de alta velocidad paralelo genérico.
La cantidad de líneas de datos es programable y se puede fijar entre 8 y 16 bytes en incrementos de 1 byte.
La última familia de Blackfin (BF54x) también ofrece un bus de  18/24-bit de ancho con conexión directa a los paneles del LCD. El PPI puede funcionar entre 0MHz hasta 66 MHz. El PPI tiene una línea dedicada de reloj, tres líneas multiplexadas y entre 16 y 24 líneas de datos
- Datos: Q7134967